# Земляной Яр
Земляной Яр (укр. Земляний Яр), поселок, 
Белоколодезский поселковый совет,
Волчанский район,
Харьковская область.
Код КОАТУУ — 6321655302. Население по переписи 2001 г. составляет 223 (100/123 м/ж) человека.

## Географическое положение
Посёлок Земляной Яр находится возле балок Земляной Яр и Гадючий Яр, рядом урочище Ивановка, в 5-и км железнодорожная станция Гарбузовка, в 6-и км проходит автомобильная дорога Т-2104.

## История
- 1938 - дата основания.